# Levant (vent)
Pour les articles homonymes, voir Levant.

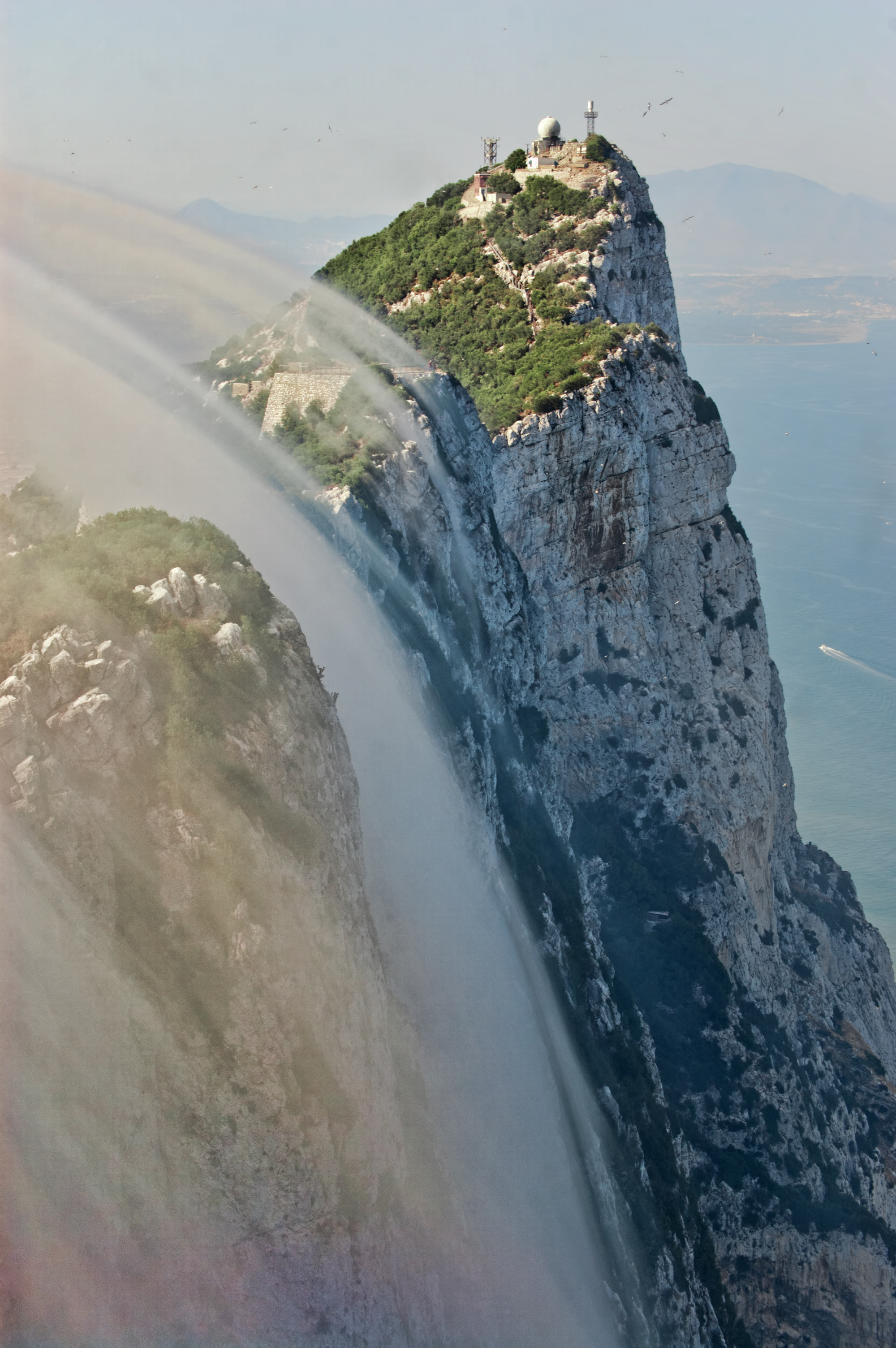
Nuage de levant sur le côté est du rocher de Gibraltar

Le levant est un vent d'est doux et très humide soufflant en mer Méditerranée. Il affecte donc les côtes des pays riverains comme le Maroc et l'Espagne. En France, il souffle sur les Alpes du sud, la Provence, la Côte d'Azur, le Roussillon (llevant) et la Corse (levante). En passant dans le détroit de Gibraltar, il accélère et y donne un vent de couloir plus fort. L’air humide s’élevant sur le roc de Gibraltar cause aussi un nuage caractéristique. 
Quand il est associé à du mauvais temps, il devient de modéré à fort. Dans ce cas, il est redouté par les marins car il rend la mer très houleuse. Il prend alors le nom de levant blanc,. Il est aussi parfois responsable d’inondations désastreuses dues à de forts cumuls de pluie allant de 100 à 300 mm en quelques heures. Les précipitations sont alors rehaussées par le soulèvement orographique le long du relief, donnant des nuages à forte extension verticale. Par exemple, il est tombé 222 mm en 2 heures à Aix-en-Provence le 22 septembre 1993 lors d’un épisode de Levant[réf. nécessaire].